# 중국공산당

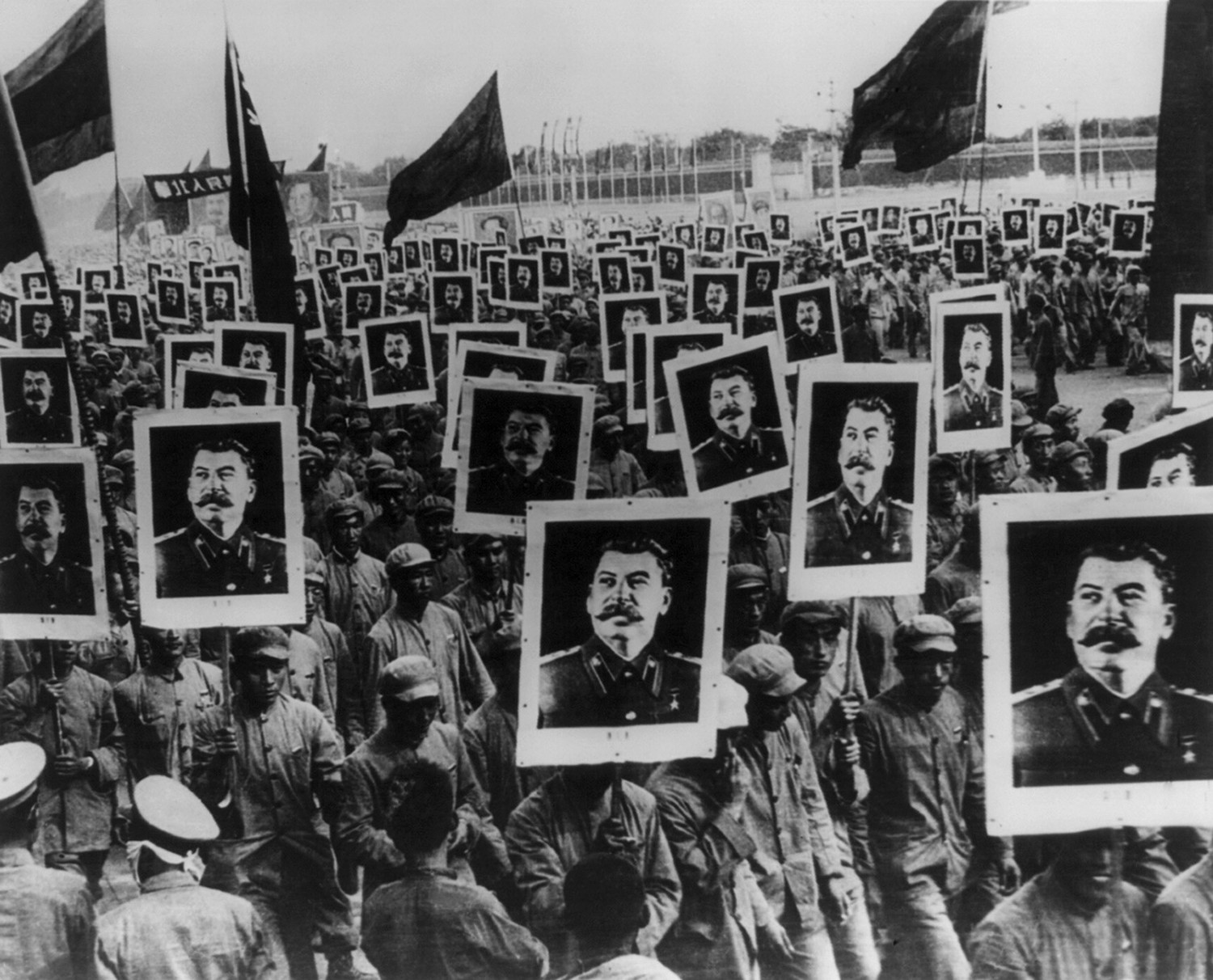
이오시프 스탈린의 생일을 축하하는 중국공산당 당원집회(1949년 12월 18일)

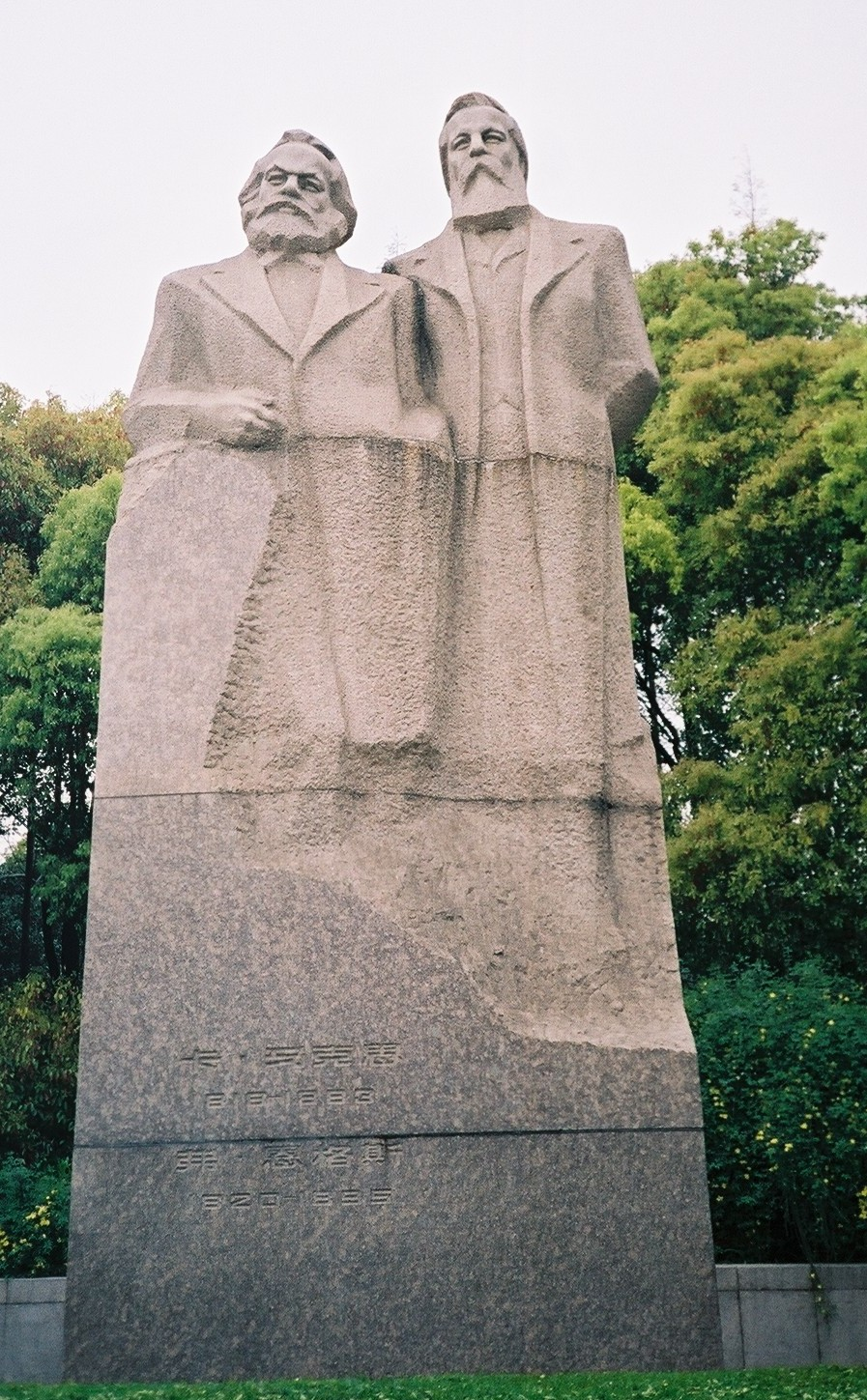
중화인민공화국에 있는 카를 마르크스와 프리드리히 엥겔스의 석상 (상하이 소재)

중국공산당(중국어 간체자: 中国共产党, 정체자: 中國共產黨, 병음: Zhōngguó gòngchǎndǎng 종궈 공찬당[*], 영어: Communist Party of China, CPC, Chinese Communist Party, CCP)은 중화인민공화국의 집권 정당으로, 인도 인민당에 이어 세계에서 2번째로 거대한 정당이다. 중국공산당은 1949년 중화인민공화국 설립 이후 현재까지 일당제를 실시, 유지하고 있다.
중국공산당은 1919년 공산주의 조직의 5·4 운동의 결과로 1921년 7월 상하이에서 반제국주의, 반봉건주의, 반파시즘, 인민민주주의독재 등의 계급 투쟁 강령을 중심으로 창당되었으며 천두슈와 마오쩌둥, 리다자오, 리다, 마오둔, 덩중샤, 장궈타오, 리한쥔, 위슈쑹 등이 초기 구성원이었다. 코민테른의 지도를 받아, 1920년 8월, 상하이에서 천두슈 등이 상하이 공산주의 소조를 설립하였고, 1920년 10월, 베이징에서 리다자오 등이 베이징 공산주의 소조를 설립하였으며, 1920년 11월, 창사에서 마오쩌둥 등이 창사 공산주의 소조를 설립하였고, 1921년 3월, 광저우에서 천궁보 등이 광저우 공산주의 소조를 설립하였으며, 베이징 대학 마르크스-레닌주의 연구회로부터 공산당 당원의 골간을 이뤘다. 그 이후 중국국민당과 대립 노선을 분명히 해가고 전국 각지에서 시위와 파업을 주도해가면서, 중화소비에트공화국과 대장정, 옌안 공산 혁명 근거지 시기를 거쳐 1949년까지 중국국민당에 맞서 도시 노동자, 농민, 하급 지식인, 학생 등을 대거 마오쩌둥 진영에 유입시켰고, 스탈린주의와 신민주주의로 소비에트 연방과의 연대를 강화함으로써 인민민주독재를 여러 방면으로 파급해갔으며, 두 번째 국공 내전에서 중화민국 국군과 싸워 승리하며 중국 대륙 본토의 지배를 확고히 하였다.
중국공산당은 러시아의 블라디미르 레닌의 사상인 민주집중제에 기반한 정치 정책을 펼치고 있는데, 이는 합리적인 비판과 민주적인 토론을 통하여 전체적인 조화를 유지해 나간다는 사상이다. 중국공산당의 최고 기구는 5년마다 열리는 전국대표회의로, 전국대표회의가 개회되지 않았을 때에는 중앙위원회가 최고 결정권을 가진다. 중국공산당의 당수는 중국의 최고직인 중앙위원회 총서기, 중국의 군사력 자체를 총괄하는 당 중앙군사위원회 주석, 국가 주석 등의 자리를 모두 역임하게 되며, 결국 중국공산당의 당수가 곧 중국의 최고 지도자라고 할 수 있다. 현재의 중앙위원회 총서기는 2012년 18대 중앙위원회에서 선출된 시진핑이다.
중국공산당은 공산당 주도의 마르크스-레닌주의, 마오쩌둥주의 혁명 노선을 문화 대혁명에까지 충분히 실행한 후, 덩샤오핑 집권 이후로는, 프롤레타리아 독재가 목표가 된 계급 투쟁 노선의 종결을 공식 선포하고, 개혁과 개방 노선을 취해오고 있으며, 덩샤오핑 이론, 장쩌민 《삼개 대표》로부터는 개혁과 개방 공산당 영도와 경제 건설을 중점적으로 추진하는 등의 정강 정책을 확립하면서, 1992년에는 대한민국과도 외교 관계를 수립하였다.

## 개요
중국공산당은 2014년 기준으로 86,700,000명의 당원을 거느릴 정도로 매우 거대한 규모의 정당이다. 중국은 대학생이 공산당 당원이 되는 경우가 많은데, 실제 사례로 베이징 대학 대학생들은 1991년에는 5%, 2009년에는 10%가 공산당 당원으로 입당하였다. 대학생이 공산당 당원으로 입당하는 이유는 공산주의자일 뿐 아니라, 공산당 당원이 됨으로써 좋은 일자리를 구할 수 있기 때문이다. 중공이 국가의 정치와 사회를 통제하는 독재적인 구조와 이데올로기를 지닌 이 정당은 중화인민공화국의 정권을 계속 잡고 있다. 덩샤오핑의 개혁개방 정책과 현대화 이후 상대적으로 자본주의화가 진행되고 있는 현재 상황, 특히 경제적인 영역에서 중국공산당 이외의 인물과 조직의 공식적인 영향력이 증가하고 있다. 이러한 현상은 최근에 급속하게 발전하고 있는 해안 지역에서 더욱 두드러진다. 그럼에도 불구하고 중국공산당 및 그 산하 위원회가 모든 중요한 정부 기구들을 장악하고 있고 이들에 대해 정치적인 지침을 내리고 있으므로 비당원들이 중국공산당의 규율에 도전하는 자치기구를 만들지는 못한다. 정부 조직은 물론 경제, 사회, 문화 전반에 걸쳐 중국공산당의 통제력은 굉장히 강력하며 노동조합도 중국공산당에 속해 있다. 공산주의 사상으로 인하여 저학력자도 많았으나 최근에는 전문대졸 이상 고학력자 비율이 증가하고 있다. 따라서 개개인이 민중보다 압도적으로 우세했던 인도의 귀족들과 달리 중국 공산당은 초기에는 대중과 대단한 차이가 없어서 대륙의 중국인들은 비공산당 인물들이 더 높은 평가를 받기도 했다.

## 연표

### 중화민국
- 1920년 8월: 중화민국 상하이에서 코민테른 지도로 중국공산당 창당 조직 설립.
- 1920년 10월: 중화민국 베이징에서 공산당 조직 설립.
- 1920년 10-11월: 중화민국 후난성에서 공산당 조직 설립.
- 1921년 3월: 중화민국 광둥성에서 공산당 조직 설립.
- 1921년 7월 1일: 제1차 공산당 당대회 개최. 공식 창당.
- 1922년 7월: 레닌의 코민테른(공산주의 제3인터내셔널) 정식가입.
- 1924년-1927년: 제1차 국공 합작.
- 1927년: 국공 합작 결렬, 국공 내전 .
- 1931년: 중화소비에트공화국 설립.
- 1934년: 대장정, 옌안 혁명 근거지 시기.
- 1937년-1945년 : 옌안 본거지 시기. 제2차 국공 합작으로 중일 전쟁에서 중화민국 국군과 참전.
- 1945년: 제2차 세계 대전 종전.
- 1946년: 제2차 국공 내전 시작.
- 1949년 2월: 베이징 함락.
- 1949년 3월: 난징 함락.

### 중화인민공화국
- 1949년 10월: 중화인민공화국 정부 수립.
- 1950년 10월: 한국 전쟁 개입.
- 1950년-1951년: 인민민주독재 개시와 반혁명분자 재판.
- 1951년-1952년: 마오이즘 사상개조운동과 삼반오반운동.
- 1955년-1957년: 반우파운동.
- 1958년: 대약진 운동.
- 1966년-1976년: 문화 대혁명.
- 1976년: 마오쩌둥 사망 화궈펑 체제.
- 1978년: 덩샤오핑 개혁개방, 4대 현대화.
- 1989년: 톈안먼 사건 발발.
- 1992년: 남순강화와 중국 특색 사회주의
- 1997년: 덩샤오핑 사망, 홍콩 반환
- 2002년: 자본가들의 입당을 허용.
- 2005년: 반분열국가법 통과.
- 2010년: 중국의 총GDP가 2위로 상승하며 일본을 추월.
- 2013년: 시진핑 집권.
- 2015년: 국공내전이래 첫 양안회담.
- 2018년: 시진핑 재집권, 3연임제한 조항 폐지.
- 2019년: 홍콩 범죄인 인도법 결렬, 코로나19 창궐.
- 2020년: 홍콩 국가보안법 통과.
- 2021년: 창당 100주년을 맞이함.

## 역사

### 창당
중국공산당의 역사는 1919년 일어난 5·4 운동 시절로 거슬러 올라간다. 이 시기에 급진적인 중국 엘리트층이 마르크스주의나 무정부주의와 같은 사회적 이념들을 접하며 큰 관심을 가졌고, 러시아에서 볼셰비키가 활약하며 마르크스주의 이론을 널리 펼치기 시작하자 중국인들 사이에서도 공산당을 만들자는 의견이 강해지게 되었다. 중국의 지식인 리다자오가 처음으로 혁명 이론과 공산주의의 세계화를 공개적으로 지지한 인물이었으나, 공산주의를 지지하는 또다른 주요 지식인이었던 천두슈와는 다르게 중화민국 건국에 불참하지는 않았다. 다만 리다자오와 천두슈 둘다 러시아의 10월 혁명이 세기의 전환점이며, 이를 계기로 세상이 달라질 것이라고 믿었던 점은 동일했다. 초기 중국공산당은 블라디미르 레닌의 전위당론에 입각하여 창당되었다.
중국공산당 창당 대회는 1921년 7월 23일부터 31일까지 열렸다. 이 당시에는 오직 50여 명의 당원들만 있었고, 그 이후부터는 급격한 성장세를 보이며 팽창해나가기 시작하였다. 본디 중국공산당 창당 대회는 상하이의 프랑스 조계에서 개최되었으나, 회의 중간인 7월 30일에 프랑스 경찰의 탄압으로 인하여 상하이에서 쫓겨나 31일에는 저장성 난호 위에 떠있는 배 위에서 회의를 진행하기도 했다. 이 때 중국공산당은 프랑스의 탄압으로 워낙 혼란스러웠던 터라 리다자오나 천두슈도 이 회의에 참여치 못하였고, 오직 12명의 대표들만 모여 회의를 할 수 있었다고 전해진다. 회의 마지막 날이었던 31일, 대표들은 중국공산당의 창당을 공식적으로 선포하였고, 천두슈를 대표로 선출하였다.
이후 중국공산당은 코민테른의 지시를 받고 당시 쑨원의 지휘를 받고 있던 국민당에 가입하였는데, 이를 1차 국공합작이라고 한다. 공산당은 국민당의 좌익을 맡았으며, 우익 세력들과 함께 권력을 다투었다. 쑨원이 1925년 3월에 세상을 떠나자, 우익 세력의 지도자였던 장제스가 그의 자리를 맡았다. 장제스는 성공적으로 제1차 북벌을 끝낸 이후 칼 끝을 몇 만명에 달하는 공산당 세력에게 겨누었다. 그는 우한의 국민당 중앙 간부들의 만류도 뿌리친 후 군대를 이끌고 공산당이 장악했던 상하이로 행군했다. 공산당은 장제스를 환영했으나, 장제스는 본심을 드러내고 5,000여 명의 공산당원들과 시민들을 학살하였다. 이를 4·12 사건이라고 부른다. 이후 장제스는 우한으로 돌아가려 했으나, 공산당 장군에 가로막혔다. 장제스와 그의 동맹들은 직후 중국 전역을 돌며 공산당원들을 학살하기 시작하였다. 베이징에서는 군벌 장쭤린의 지시 하에 19명의 공산당 지도자들이 암살당했으며 장사에서는 수 백명에 달하는 공산당 지지자들이 총살당했다. 그해 5월에 이르자 몇만 명에 달하는 공산당원들과 그 지지자들이 살해당했으며 중국공산당은 최종적으로 25,000여 명의 당원들 중 15,000여 명의 당원들을 잃으며 궤멸적인 타격을 입었다.
중국공산당은 이후에도 우한의 중화민국 정부를 계속 지지했으나, 중화민국은 1927년 7월에 모든 공산당 당적 인사들을 정부 요인 명단에서 제거하였다. 공산당은 농민들과 노동자들로 구성된 군대인 '홍군'을 창군하며 이에 대응했다. 홍군은 국민당이 장악한 중화민국군에 대항하는 것이 주 목적이었다. 1927년 8월 1일에는 주더 장군이 이끄는 홍군이 난창을 공격하며 난창 봉기가 일어났다. 이는 초기에는 성공을 거두었으나 얼마 지나지 않아 막대한 공세를 퍼붓는 중화민국군에 밀리기 시작했고, 공산군은 산터우로 후퇴한 이후 푸젠성 임야로 물러나 전열을 정비했다. 이 때 마오쩌둥이 홍군의 지도자로 등장했고, 장시성 일대에서 추수 봉기를 일으키며 농민들이 그에게 호응하여 중화민국에 맞서 싸워주기를 바랐다. 그는 9월에 중화민국의 도시들을 삼면에서 공격하는 전략을 세웠으나, 중화민국과의 압도적인 전력 차로 인하여 실패하였고 결국 패배를 시인할수 밖에 없었다. 마오쩌둥은 이후 1,000여 명의 패잔병들을 이끌고 장시성 징강산 동쪽으로 행군해갔다.

### 내전과 제2차 세계대전
중국공산당의 궤멸에 가까운 타격은 공산당 조직 자체를 뒤흔들었다. 이후 중국공산당은 민주집중제를 채택하였으며 정치국을 설립하여 각기 다른 세력들을 하나로 모으고자 하였다. 결과적으로 중국공산당은 중앙에 권력이 집중된 형태로 바뀌었다. 중앙 정치국은 당의 모든 인사들을 효과적으로 통제했으며, 분열과 내분을 어느 정도 막아내는 데에 성공했다. 천두슈가 패전의 책임을 지고 실각하자 1929년 리리싼이 일시적으로 공산당의 최고지도자가 되었으나, 리리싼은 제대로 된 리더십을 보여주는 데 실패했고 공산당은 허물어져 가기 시작했다. 1930년에는 중국공산당의 상황을 보다 못한 코민테른이 개입하여 리리싼을 쫓아낸 이후 마오쩌둥을 정치국 위원과 비공식적인 지도자로 세웠다. 당의 전 대표였던 저우언라이와 장원톈은 마오쩌둥을 옆에서 보좌하는 업무를 맡게 되었다. 홍군도 이 때 재구성되었는데, 이전보다 훨씬 더 중앙집중제 형태로 개편되어 마오쩌둥의 명령에 절대적으로 복종하는 군대로 바뀌었다,허나 국민당의 5차 공산당토벌로 대장정의 길을 걷고 1년을 걸어서 산시성에서 독립적인 형태로 재등장한다.
2차 중일 전쟁은 국민당과 공산당이 다시 손잡게 하는 계기가 되었다. 일본 제국의 침략을 막기 위하여 2차 국공합작이 만들어졌고, 장제스의 중화민국과 마오쩌둥의 공산당은 함께 침략군을 상대로 맞서 싸우는 처지가 된 것이다. 2차 국공합작은 공식적으로는 1945년까지 지속되었으나, 실질적인 협력은 이미 1940년에 끝났다. 이는 국민당과 공산당 사이의 뿌리깊은 불화 때문이었기에 서로를 믿지 못했던 까닭이었다. 공산당은 전쟁을 당세를 늘리고 나중에 국민당에 대항할 세력을 모을 수 있는 기회로 여겼다. 국민당도 공산당의 의도를 모르는 바가 아니었고, 1939년부터는 점차 공산당의 팽창에 제동을 걸기 시작하였다. 이때문에 종종 국민당군과 공산당군 사이에서 충돌이 벌어지기도 하였는데, 공공의 적인 일본이 존재하였던 탓에 이 충돌들은 크게 번지지 않고 작은 규모에서 일단락되었다. 1943년부터는 국민당의 반발에도 불구하고 공산당이 지속적으로 확장 정책을 펴기 시작하였다.
마오쩌둥은 1945년 중국공산당의 공식적인 최고 지도자로 선출되었다. 이후 일본이 패망하자 전쟁은 본격적인 국공 내전상태로 접어들었다. 중국 내전은 크게 네 단계로 나누어지는데, 첫 단계는 일본이 망한 1945년 8월에서 국민당과 공산당 사이의 평화 협상이 종결된 1946년 6월까지이다. 1945년에 제 2차 세계대전이 끝났을 당시에는 국민당의 중화민국 군대가 공산당보다 3배나 많은 군인들을 거느리고 있었으며, 훨씬 더 압도적인 세력을 자랑하고 있었다. 미국과 일본의 협조 하에 중화민국은 대부분의 지역들을 큰 저항없이 장악할 수 있었으나, 이 점령지들에서 중화민국은 부패한 관료들과 무력 행사로 인하여 주민들의 지지를 얻어내는 데에 실패하고 만다. 국민당은 수적 우세에도 불구하고 공산당이 장악한 시골 지역들을 탈환하는데에 처참히 실패하였고, 공산당은 점차 소련의 원조를 받아 만주 지역을 공격하기 시작하였다. 두 번째 단계는 1946년 7월에서 1947년 6월까지이다. 이 시기에 국민당은 중국 대륙 대부분의 도시를 장악하였으며 거의 대부분의 지역들에 영향력을 행사하였다. 허나 이는 빈껍데기일 뿐이었는데, 이는 국민당 내부의 고질적인 불화와 장제스의 독재적인 면모로 인하여 국민당은 점차 내부에서부터 무너져가고 있었기 때문이었다. 세 번째 단계는 1947년 7월에서부터 1948년 8월까지로, 이 시기에 공산당이 점차 우세를 점하기 시작하였으며 중원을 장악하고 북부 지역을 평정하였으며 북동부 지역도 거의 공산당의 손아귀에 들어갔다. 한편 국민당은 크게 약화되었고 대략 3백만명에 달하는 군사들을 잃으며 큰 타격을 입었을 뿐더러, 부패와 무능으로 사람들의 지지도 얻는데 실패하며 멸망의 길을 걸어가고 있었다. 마지막 단계는 1948년 9월에서 1949년 12월까지로, 이 시기에 중국 본토가 완전히 공산당의 통치 하에 들어갔으며 국민당 주도의 중화민국은 대만으로 국부천대하며 세력이 크게 쪼그라들었다.

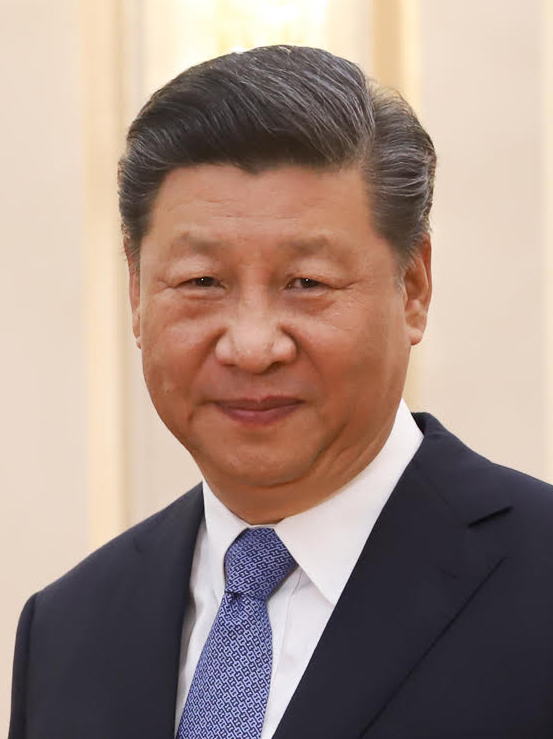
현 공산당 중앙위원회 총서기 시진핑

### 현대
1949년 10월 1일, 마오쩌둥은 베이징 천안문 광장에서 중화인민공화국의 수립을 정식 선포했다. 그해 말이 되자 중국공산당은 중화인민공화국의 집권 정당으로서의 지위를 확실히 굳혔고, 이때부터 1980년대까지 중국공산당을 이끌어간 마오쩌둥, 린뱌오, 저우언라이, 덩샤오핑과 같은 핵심 인물들은 모두 중화인민공화국 수립 이전부터 친분이 있는 사이였다. 이러한 풍조는 단순히 이들에만 그치지 않았고, 중국의 전반적인 사회적, 정치적 지형에서 개인적인 연과 친분이 매우 중요해지게 되었다. 한편 1960년대와 1970년대 동안 중화인민공화국은 공산주의의 종주국이었던 소련과 사상 갈등을 겪기 시작하였다. 마오쩌둥은 프롤레타리아들의 지속적인 혁명에도 불구하고 일부 반혁명분자와 지주계급이 여전히 남아있다고 말하기 시작했고, 결국에는 문화 대혁명을 일으키며 수 백만명을 박해하고 처형하는 참사를 저질렀다.
1976년에 마오쩌둥이 사망하자, 그의 후계 자리를 두고 화궈펑과 덩샤오핑 간의 싸움이 일어났다. 덩샤오핑이 결국 화궈펑을 누르고 중국의 최고 지도자로 떠올랐고, 1978년에는 마오쩌둥의 뒤를 이어 확고한 중국의 1인자가 되었다. 덩샤오핑은 자오쯔양과 후야오방 등과 같은 개혁파의 도움에 힘입어 개방 정책을 펼쳤다. 또한 중국 특색 사회주의의 개념을 도입하며 중국공산당을 여타 공산당과 소련과 차별화하려 노력하였다. 덩샤오핑의 통치기에 중국은 시장을 개방했는데, 이는 마오쩌둥과는 달리 자본주의화되지 않고서도 시장을 개방하여 자유로운 발전이 이루어 질 수 있다고 믿은 덩샤오핑의 신념 때문이기도 하였다. 허나 이같은 개방 조치는 마오쩌둥을 신봉하던 보수세력 뿐만 아니라 자유주의적인 지식인들에게까지 불만을 불러일으켰다. 자유주의 지식인들에게는 덩샤오핑의 개혁 조치가 만족할 만큼 개방되었거나 민주적인 것이 아니었던 것이다. 이같은 불만을 결국 1988년 천안문 사태로 폭발했다. 덩샤오핑은 이를 무력으로 깔아뭉개며 중국의 민주화 움직임을 압살하였으나 다만 경제적인 면에서는 큰 성취를 이루며 경제 대국으로의 길을 열었다. 1990년대에 이르자 사회적 시장 경제의 개념이 등장하였고, 1997년에는 덩샤오핑주의가 아예 중국의 헌법에 못박혔다.
중국공산당의 장쩌민 주석은 1990년대에 덩샤오핑의 뒤를 이어 중화인민공화국 최고 지도자 자리에 올랐으며, 덩샤오핑의 정책들 대부분을 계승하였다. 덩샤오핑 이전의 공산당 지도자들이 대부분 국가 수립 이전, 실제로 전투에 참여하고 싸웠던 급진적인 혁명가들이었던 데에 반해, 장쩌민 주석과 함께 새로운 세대의 공산당 지도부가 등장한 것이다. 이들은 안정된 사회 속에서 제대로 된 엘리트 교육을 받은 유능한 정치인들이었으며, 경제적, 사회적 이 두 분야 모두에 해박한 지식을 가지고 있었다. 중화인민공화국과 중국공산당은 점차 규칙과 법에 기반한 체제를 이룩하기 시작했고, 문화대혁명 시기 마구잡이로 간부들을 승진시키거나 좌천하는 악습에서 벗어나 능력, 실무, 학력 등에 기반하여 간부들을 양성하고 채용하는 등 제대로 된 조직의 모습을 갖추었다. 또한 군사적인 분야에서도 전문적인 기술을 익힌 전문 군사 간부들이 대거 쏟아져 나오면서 중국공산당과 중화인민공화국은 점차 힘을 키우게 되었다.
중화인민공화국은 2003년 장쩌민의 삼개대표사상을 헌법에 명문화했다. 삼개 대표사상이란 장쩌민의 정치적 유산들 가운데 하나로, 후임자들과 미래 세대를 위하여 중국의 발전 방향을 제시한 것이다. 삼개 대표사상의 내용은 아래와 같다.
1. 항상 중국의 선진 사회 생산력의 발전 요구를 대표한다. (始终代表中国先进社会生产力的发展要求;)
2. 항상 중국의 선진 문화의 전진 방향을 대표한다. (始终代表中国先进文化的前进方向;)
3. 항상 중국 대부분의 인민의 근본 이익을 대표한다. (始终代表中国最广大人民的根本利益.)

장쩌민의 뒤를 이어 총서기에 오린 후진타오는 2002년부터 임기를 시작했다. 1인 독재를 추구하였던 마오쩌둥과는 달리 덩샤오핑, 장쩌민, 후진타오는 모두 집단지도체제를 중시하였으며 권력이 지나치게 한 사람에게 쏠리지 않도록 주의하였다. 2000년대 중국은 눈부신 경제 성장을 이룩했으나, 지나치게 빠른 성장은 빈부격차, 경제 규모에 걸맞는 사회의식의 부재와 같은 부작용도 가지고 왔다. 이 문제를 해소하기 위하여 후진타오 총서기은 '과학적인 발전'과 '조화로운 사회주의 국가'를 내세우며 국가의 안정을 닦고자 하였다. 후진타오 총서기은 2012년 18대 전국인민대표대회에서 사임하였으며, 자신의 자리를 후임자인 시진핑에게 넘겼다. 시진핑 총서기은 집권 이후부터 강력한 반부패 정책을 펼쳤다. 또한 전임자들과는 달리 집단지도체제를 약화시키고 자신에게 권력을 집중시켰으며, 이 때문에 마오쩌둥의 재림이라는 평을 외신들로부터 듣기도 하였다. 시진핑 총서기은 중국 국내에서 공산당의 영향력을 크게 확대시켰으며, 2017년에는 자신의 이름을 딴 시진핑 신시대 중국 특색 사회주의 사상을 헌법에 명기하였다. 이같은 일은 후진타오, 장쩌민 총서기도 임기 내에 하지 못한 전례없는 사건이었다. 또한 시진핑 총서기가 2022년에 10년 간의 임기를 마치고도 자리에서 내려오지 않을 것이라는 의견이 점차 외신들을 중심으로 퍼지고 있다.

## 조직
중국공산당의 조직은 문화 대혁명 기간 동안 극좌경 운동으로 인해 파괴되었다가 덩샤오핑 시대 이후 재건되었다. 이론적으로 중공의 최고 기구는 적어도 5년에 한 번 열리는 중국공산당 전국대표대회이다. 5년마다 한 번씩 중공은 전국대표대회를 연다. 공식적으로 이 대회는 두 가지 기능을 수행한다. 첫째는 당 헌장의 변경을 추인하는 것이고, 둘째는 중앙정치국 상임위원을 선출하는 일이다. 그러고 나면 중앙정치국 상임위원회는 이어서 중앙정치국 위원을 선출한다. 그러나 실제로는 상임위원회와 중앙정치국에서 차지하는 위치가 당의 전국 대표대회 이전에 이미 정해지며, 전국 대회의 주목적은 앞으로의 몇 년간 중화인민공화국의 방향을 결정지을 당의 정책과 비전을 널리 알리는 것이다.
하위의 당 기구들은 아래와 같다.
- 중앙정치국 상무위원회
- 중앙정치국
- 중앙서기처
- 중앙군사위원회

당 권력의 핵심은 중앙정치국 상임위원회이다. 중앙 정치국 위원과 마찬가지로, 상임위원회 위원을 선출하는 과정은 전국대회와 함께 비공개로 이루어진다. 그리고 당의 공식 기관지인 인민일보를 통해 새로운 권력 구조에 대한 내용이 간접적으로 발표된다. 상임위원회원의 수는 고정되어 있지 않으며 예전에 비해 증가되고 있는 추세이다. 2002년 16대 전국 대표대회 때 위원회의 인원은 9명으로 확대되었다.
중화인민공화국을 이끌어가는 정치 권력 중 지금까지 설명한 것 이외에 두 가지 주요기관이 더 존재한다. 그중 하나는 형식적인 중화인민공화국 국무원이며, 나머지 하나는 중국 인민해방군이다.

## 이념
최근들어 외국의 학자들을 중심으로 중국공산당은 일관된 이념이 없으며 그저 실용적으로 그때그때 가장 쓸모있는 정책들을 채택하여 사용한다는 의견이 나오고 있다. 허나 중국공산당은 이에 정면으로 반박하지는 않으나, 이같은 의견에 못마땅한 모습을 보이는 경우가 많다. 예를 들어 후진타오 총서기은 2012년에 '서양 세력들이 우리를 분열시키겠다고 협박하고 있다', 또는 '서양의 국제적인 힘은 강한데 반면 중국은 아직 그렇지 못하다'라고 발언한 바 있다. 공산당은 학교에 다니는 중국 학생들에게 공산주의, 사회주의 이념을 들어붓기 위하여 엄청난 노력을 쏟고 있으며 스스로를 '중국 특색 사회주의'라고 정의하며 단순한 공산주의가 아닌, 중국만의 사회주의라고 강변하고 있다. 다만 학자들은 본디 중국에서는 절대적인 이념이 있으면 그에 따라 정책을 맞추어 가는 순서였으나, 실용성을 중시하였던 덩샤오핑의 등장과 함께 가장 실용적인 정책을 고른 후에 그 다음에 이념을 그에 맞추어 간다고 주장하기도 한다. 중국의 정책 결정자들은 이에 대하여 크게 부정하지는 않는다. 오히려 그들은 '딱딱하고, 창의적이지 못하며 현실과 괴리된 소련의 정책들이 결국 소련의 붕괴를 불러왔지 않은가?'라고 반문하며 만일 중국공산당의 통치를 안정화시키고 싶다면 이념을 상황에 맞추어 유동적으로 적용할 줄 알아야 한다고 강조하고 있다.

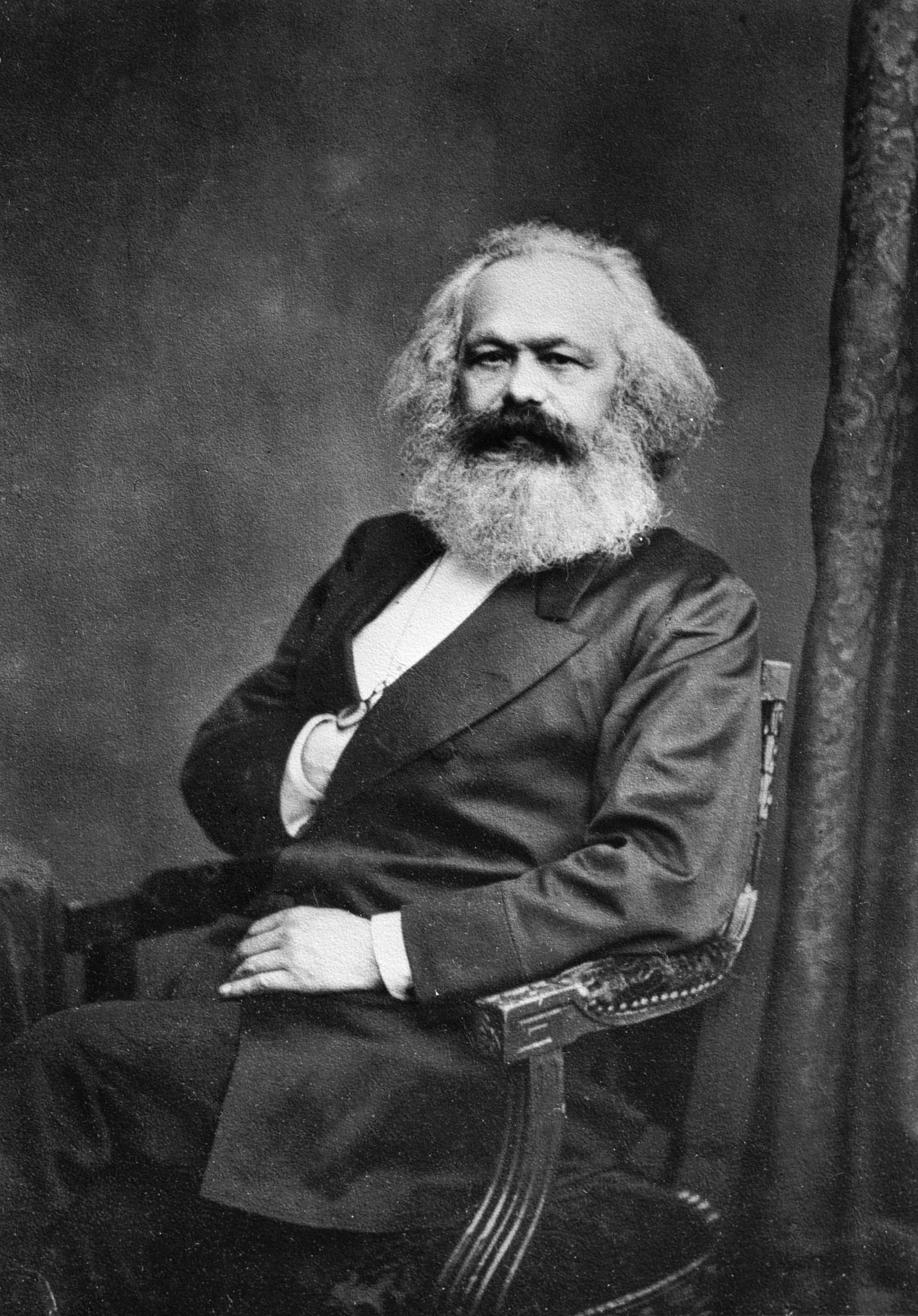
공산주의의 이론가 칼 마르크스

### 마르크스-레닌주의
중국공산당의 최고 이념은 마르크스-레닌주의이다. 중국공산당에 의하면 '마르크스-레닌주의는 인간 사회의 역사 발전의 보편적인 법칙을 밝힌다'라고 한다. 또한 '현재의 불평등한 자본주의 사회의 추악한 일면을 보여주며, 미래에 세계가 맞이할 사회주의, 공산주의 사회의 필연성을 증명하고 있다'라고도 한다. 또한 국영 신문인 인민일보에 의하면 마오쩌둥이 들여와 입맛대로 변형한 마오오쩌둥주의는 마르크스-레닌주의를 농경주의적으로 곡해한 한 분파라고 주장하고 있다. 이같은 주장은 큰 호응을 얻었고, 중국공산당이 거의 국가와 동일시되는 중국의 특성에 따라 마오쩌둥 사상 단순히 중국공산당의 이념이 아니라 중화인민공화국 전체의 이념으로 자리잡았다. 외국의 전문가들이 대부분 마오쩌둥 사상이 정통 마르크스주의를 거부하고 생겨난 일종의 변종 공산주의 이념이라는 것에 동의하는 것에 반해, 중국공산당 스스로는 이를 부정하고 있다. 학자들은 덩샤오핑이 덩샤오핑 사상을, 장쩌민이 삼개대표사상을 헌법에 명시했을 때에 이미 중국이 공산주의 자체를 포기하고 부정했다고 본다.
하지만 중국 학자들은 이에 '장쩌민은 그저 사회적인 장애물을 치워버렸을 뿐, 절대로 정통 마르크스주의나 사회주의를 포기한 것이 아니다. 오히려 그는 마르크스주의에 현대적인 해석을 가미하여 당을 강하게 만들었다. 가장 가까운 예만 들어도 사회주의 시장 경제가 있지 않은가?'라고 반박하며 함부로 중국식 사회주의를 서양인들의 시각에서 접근하지 말 것을 요구하고 있다. 중국공산당의 '최종 목표'는 여전히 지상에 사회주의 천국을 건설하는 것이고, 공산당 지도부는 이미 중국이 어느정도 사회주의 안정기에 접어들었다고 여긴다. 다만 몇몇 당 내 극렬적인 공산주의 학자들은 지금의 중국이 지나치게 '자본주의화'되어 있다고 여기며 이같은 주장에 반기를 들고 있다. 그러나 이들과 뜻을 달리하는 조금 더 온건적인 학자들은 '자본주의는 사회주의의 초기 단계일뿐'이라고 주장하며 중국은 여전히 정통 사회주의 국가라고 피력한다. 공산당의 역사관 역시 인민적이며 특히 세상이 밝아지기 전에는 귀족들보다 인민 반란군 지도자들을 높게 평가했다. 현재는 귀족들의 우월함을 반박하기 힘들어서 재평가도 조금씩 등장하고 있다.
14회 전국인민대표대회에서 덩샤오핑 사상이 처음으로 중국 헌법에 공식적으로 명시되었다. 이 때 '중국 특색 사회주의', '사회주의 초기 단계' 등과 같은 단어들이 처음으로 등장했으다. 덩샤오핑 사상은 크게 국가 사회주의와 통제가 굳이 경직된 사회주의 체계에서만 이루어질 수 있는 독점물이 아니며, 시장경제는 부패한 자본가들의 전유물이 아니라 아무런 특성이 없는 중성적인 요소라는 주장으로 이루어져 있다. 또한 당이 변화하는 현실에 맞추어 유동적으로 대응하여야 한다고 말하며, 한 이념에만 집착하여 일을 그르칠 것이 아니라 오직 사실로부터 기반한 철저한 과학적 분석을 통하여 정책을 결정해야 한다고 주장한다. 14회 대표대회에서 장쩌민은 덩샤오핑 전 주석의 흑묘백묘론을 언급하며, 어떤 것이 자본주의적인지 사회주의적인지 묻기 전에 그 것의 실효성과 타당성에 대하여 먼저 분석해야 한다고 연설에서 밝혔다. 이후 장쩌민이 자신의 정치 유산으로 삼개대표사상을 추가했다. 어떤 학자들은 이를 두고 중국공산당이 마르크스주의를 버리고 중국에 맞춘 또다른 사상을 새롭게 만들었다고 평가했으나, 정작 장쩌민은 이를 정면으로 부정한 후 자신의 사상은 그저 변화하는 세계의 경제 법칙에 맞춘, 조금 더 생산적인 방식의 마르크스주의라고 주장했다. 시진핑은 2018년에 '시진핑 사상'이라고 불리는 시진핑 신시대 중국 특색 사회주의 사상을 19회 전국인민대표대회에서 헌법에 추가했으며, 이 사상도 전임자들과 비슷하게 마르크스주의를 왜곡한 이데올로기라고 평가받는다.

### 마오쩌둥 사상
중국공산당은 4인방 숙청과 개혁개방을 거치며, 이데올로기적으로 마오쩌둥의 유산과 대부분 단절하였으나 여전히 마오쩌둥 사상을 당헌에서 언급하고 있다. 마오쩌둥 사상은 다양한 세력에 의해 뜻이 여러번 바뀌었는데, 마오쩌둥 시대에는 마르크스-레닌주의의 가장 높은 단계로, 덩샤오핑 이후에는 실용적인 접근법으로 각각 매우 다르게 받아드려졌다.

### 경제
덩샤오핑은 사회주의와 자본주의와의 근본적인 차이점이 국가 통제 경제와 시장 경제의 차이가 아니라고 믿었다. 그는 '사회주의의 정의는 계획 경제가 아니다... 시장 경제도 계획 경제의 일면을 가지고 있기도 하고, 사회주의 아래에서도 충분히 잘 작동할 수 있다'라고 믿었다. 장쩌민도 덩샤오핑의 이러한 사상을 받아들였고, 중요한 것은 이념의 차이가 아니라 그 정책이 실효성이 있느냐 없느냐라고 강조했다. 장쩌민은 사회주의 시장 경제를 받아들였고, 14회 대회에서는 외교관들에게 '시장의 힘이 국가에서 핵심적인 역할을 발휘하여야만 한다'라고 발언도 하였다. 다만 공산당 내부의 보수적인 세력들 탓에 완전한 시장 경제를 실현하지는 못하였고, '공공' 경제의 충분한 발전이 있은 후에야만 시장 개인 경제가 이루어질 수 있을 것이라고 보았다.
중국공산당은 세계를 자본주의와 공산주의, 이 두 세력으로 본다. 허나 유물사관을 신봉하는 공산당은 최종적으로는 공산주의가 자본주의를 꺾고 승리할 것이라고 믿고 있다. 다만 최근 들어 미국을 비롯한 자본주의 국가들을 중심으로 급격한 세계화와 발전이 이루어지는 것에 대해 어떻게 생각하느냐에 대하여 질문을 받았을 때에는, 마르크스의 책을 그대로 인용하여 '세계화는 자본주의의 주도 하에 발전한 것은 사실이나 그렇다고 세계화 자체가 자본주의라는 것은 아니다'라고 대답하였다. 공산당에 의하면 세계화는 자본주의도, 사회주의도 아니며 중립적인 현상이라는 것이다. 또한 중국이 자본주의적 요소들을 일부 도입하여 더욱 발전할 수 있다는 점을 강조하며 오히려 중국이 세계화와 국제 무역에 활발히 참여해야만 더 나은 미래를 맞을 것이라고 강변한다.

## 엄격한 입당 절차
중국공산당은 당원을 받아들일 때 능력이 검증된 사람만 뽑도록 엄격한 절차를 거친다. 중국공산당은 입당을 희망하는 자에 대해 3년 동안의 헌신과 직장에서의 능력, 타인과의 관계 등을 관찰하며 공산당 당원과 비공산당 당원이 참여하는 회의에서 입당 여부를 검토한다. 공산당원이 된 후에도 1년에 한 번씩 지난 1년 동안의 실적을 판단하는 검증을 받아야 한다.
입당 조건은 18세 이상이며, 노동에 종사하고 있어야 하지만, 2001년부터 자본가의 입당도 제한적으로 받아들이고 있다. 입당 희망자는 두 명의 당원에게 추천을 받아야 한다. 추천 주체는 해당 지원자에게 당사(黨史)를 교육시켜야 한다. 교육이 완료된 지원자는 예비당원이 되며, 입당 예비 선서를 하게 된다. 예비당원이 되면 1년 동안 당 조직의 감독을 받게 되며, 당이 추진하는 교육 사업 및 활동에 참가해야 한다. 1년이 지나게 되면 지역당 조직은 예비당원이 몸담고 있는 직장을 직접 현지 조사하게 된다. 이 현지 조사에 합격하게 되면, 예비당원은 비로소 입당원서를 제출할 수 있다. 지역당 조직은 입당원서를 최종적으로 검토하고, 해당 예비당원에 대한 입당 비밀투표를 진행한다. 이 투표에서 입당이 허락되면 예비당원은 정식 입당 선서 과정을 거쳐서 정식당원이 된다. 개혁개방 이전 공산당 입당 심사는 주로 마르크스-레닌주의 사상성을 중심에 두고 이루어졌으나, 개혁개방 이후에는 직업 기술 및 학업 능력에 초점을 두고 있다. 정식당원은 중국공산당 당헌에 따라 인민의 모범이 되어야 하며, 사회주의 발전 촉진을 위해 기꺼이 희생할 수 있어야 한다. 예비당원 단계에서 입당이 거절됐다면, 지원자는 1년의 심사를 다시 거치고 입당원서를 다시 제출해야 한다. 두 번 이상 불합격되면 예비당원 자격이 박탈되며, 처음 단계부터 다시 시작해야 한다. 입당을 두 번 이상 실패했을 경우 영원히 당원이 될 수 없다는 말이 있으나 이는 사실이 아니다. 일례로 시진핑 총서기는 열 번의 입당 시도 끝에 정식당원이 될 수 있었다.
대부분의 입당자는 공산주의청년단 출신이지만, 공산주의청년단에 포함이 되었다고 해서 입당을 무조건 보장하는 것은 아니다. 중국공산당은 당내 관료주의가 당원의 수준을 하락시키고, 당과 군중을 괴리시키는 요소라고 판단하고 있기 때문에 당내에는 민주적인 토론 문화가 상당히 강하며, 당직을 맡을 당원을 뽑는 과정은 입당 절차보다 까다로운데, 특히 당원의 학습 능력과 내실을 매우 중시한다. 중국공산당은 무자격자가 당원이 되고, 당직을 맡으면 당이 쉽게 부패하여 붕괴할 수 있음을 절감하고 있기에 입당 및 당직 임명에서 학연, 지연 등의 인맥은 철저히 배제된다.
입당 후에는 의무적으로 당비를 내고, 당이 주관하는 정치 행사에 참여해야 하며, 지속적인 공산주의 교육을 받아야 한다. 정당한 이유 없이 6개월 이상 이 과정을 무시할 경우 곧바로 출당 조치가 이루어진다. 또한, 중국공산당 당규에 따라 공산당원은 주식 투자를 비롯한 금융 활동, 미신을 믿는 행위, 사교 조직(교우회·학우회·향우회 등 모든 형태의 사적인 조직) 구성 및 참가 등을 할 수 없게 되며, 특별한 경우가 아닌 이상 종교를 믿을 수 없다. 게다가 특정 범죄에 대해서는 가중 처벌을 받게 되며, 일상 생활에서도 절제를 하지 않을 경우 당규에 따라 얼마든지 출당 조치가 이루어질 수 있다.

## 정책
중국공산당의 정책은 2002년 11월에 열린 제16대 중국공산당 전국 대표대회에서 장쩌민 총서기 겸 비서장이 대표적인 정책 변화에 관한 내용을 발표했다. 이에 따르면 중화인민공화국은 중국공산당의 통제 아래 있는 "인민의 민주 독재" 상태이지만, 기업가와 자유직업에 종사하는 인민들이 당의 의사결정에 어느 정도 목소리를 낼 수 있게 되었으며 고위 공직자의 부정부패를 막기 위해서 공산당 간부가 자본가와 개인적인 관계를 갖지 못하도록 되어 있다.
2008년 중국공산당 제17기 중앙위원회 3차 전체회의에서는 농촌경제 성장을 위한 토지 경작권의 매매허용(토지유동화정책), 통화와 재정정책 규제완화, 경기 부양을 위한 거시 경제정책마련 등의 변화가 있었다.

## 역대 지도부
| 대수 | 역대 공식 지도자 | 직함                   | 임기                                | 비고                              |
| ---- | ---------------- | ---------------------- | ----------------------------------- | --------------------------------- |
| 1    | 천두슈           | 중앙국 서기            | 1921년 7월 1일 ~ 1922년 7월 16일    |                                   |
| 2    | 천두슈           | 중앙집행위원회 위원장  | 1922년 7월 16일 ~ 1923년 6월 12일   |                                   |
| 3    | 천두슈           | 중앙집행위원회 위원장  | 1923년 6월 12일 ~ 1925년 1월 11일   |                                   |
| 4    | 천두슈           | 중앙집행위원회 위원장  | 1925년 1월 11일 ~ 1927년 4월 27일   |                                   |
| 5    | 천두슈           | 중앙위원회 총서기      | 1927년 4월 27일 ~ 1927년 8월 7일    | 4.12 사건과 난창 폭동 실패로 실각 |
| 임시 | 취추바이         | 임시 중앙위원회 총서기 | 1927년 8월 7일 ~ 1928년 6월 18일    |                                   |
| 6    | 샹중파           | 중앙위원회 총서기      | 1928년 6월 18일 ~ 1934년 1월 15일   | 실권은 리리산→왕밍 등에게         |
| 임시 | 왕밍             | 중앙위원회 총서기 대리 | 1931년 6월 ~ 1931년 9월             |                                   |
| 7    | 보구             | 중앙위원회 총서기      | 1934년 1월 15일~ 1935년 1월 15일    |                                   |
| 8    | 장원톈           | 중앙위원회 총서기      | 1935년 1월 15일 ~ 1945년 4월 23일   | 실권자는 마오쩌둥                 |
| 9    | 마오쩌둥         | 중앙위원회 주석        | 1945년 6월 19일 ~ 1956년 9월 28일   |                                   |
| 10   | 마오쩌둥         | 중앙위원회 주석        | 1956년 9월 28일 ~ 1969년 4월 28일   |                                   |
| 11   | 마오쩌둥         | 중앙위원회 주석        | 1969년 4월 28일 ~ 1973년 8월 30일   |                                   |
| 12   | 마오쩌둥         | 중앙위원회 주석        | 1973년 8월 30일 ~ 1976년 9월 9일    | 사망                              |
| 임시 | 화궈펑           | 중앙위원회 주석        | 1976년 10월 7일 ~ 1977년 7월 16일   | 승계                              |
| 13   | 화궈펑           | 중앙위원회 주석        | 1977년 7월 16일 ~ 1977년 8월 19일   |                                   |
| 14   | 화궈펑           | 중앙위원회 주석        | 1977년 8월 19일 ~ 1981년 6월 27일   |                                   |
| 15   | 후야오방         | 중앙위원회 주석        | 1981년 6월 27일 ~ 1982년 9월 11일   | 실권자는 덩샤오핑                 |
| 16   | 후야오방         | 중앙위원회 총서기      | 1982년 9월 12일 ~ 1987년 1월 15일   | 다당제 주장으로 실각              |
| 임시 | 자오쯔양         | 중앙위원회 총서기      | 1987년 1월 16일 ~ 1987년 11월 2일   | 실권자는 덩샤오핑                 |
| 17   | 자오쯔양         | 중앙위원회 총서기      | 1987년 11월 2일 ~ 1989년 6월 23일   | 천안문 항쟁 동조로 실각           |
| 18   | 장쩌민           | 중앙위원회 총서기      | 1989년 6월 23일 ~ 1992년 10월 19일  | 실권자는 덩샤오핑                 |
| 19   | 장쩌민           | 중앙위원회 총서기      | 1992년 10월 19일 ~ 1997년 9월 19일  | 실권자는 덩샤오핑                 |
| 20   | 장쩌민           | 중앙위원회 총서기      | 1997년 9월 19일 ~ 2002년 11월 15일  |                                   |
| 21   | 후진타오         | 중앙위원회 총서기      | 2002년 11월 15일 ~ 2007년 10월 22일 |                                   |
| 22   | 후진타오         | 중앙위원회 총서기      | 2007년 10월 22일 ~ 2012년 11월 15일 |                                   |
| 23   | 시진핑           | 중앙위원회 총서기      | 2012년 11월 15일 ~ 2017년 10월 25일 |                                   |
| 24   | 시진핑           | 중앙위원회 총서기      | 2017년 10월 25일 ~ 2022년 10월 23일 |                                   |
| 25   | 시진핑           | 중앙위원회 총서기      | 2022년 10월 23일 ~                  |                                   |

## 같이 보기
- 중화인민공화국의 정치
- 마오쩌둥
- 중화소비에트공화국
- 중국공산당 혁명 근거지
- 인민영웅기념비
- 중앙인민방송
- 인민일보
- 공산당
- 조선 공산당
- 소비에트 연방 공산당
- 러시아 연방 공산당

## 역대 선거 결과

### 총선
| 년도      | 의석 수       | 득표수        | 득표율        |
| --------- | ------------- | ------------- | ------------- |
| 1982-1983 | 1,861 / 2,978 | 알려지지 않음 | 알려지지 않음 |
| 1987-1988 | 1,986 / 2,979 | 알려지지 않음 | 알려지지 않음 |
| 1993-1994 | 2,037 / 2,979 | 알려지지 않음 | 알려지지 않음 |
| 1997-1998 | 2,130 / 2,979 | 알려지지 않음 | 알려지지 않음 |
| 2002-2003 | 2,178 / 2,985 | 알려지지 않음 | 알려지지 않음 |
| 2007-2008 | 2,099 / 2,987 | 알려지지 않음 | 알려지지 않음 |
| 2012-2013 | 2,157 / 2,987 | 알려지지 않음 | 알려지지 않음 |
| 2017-2018 | 2,119 / 2,980 | 알려지지 않음 | 알려지지 않음 |